# 許文森
許文森，贵州贵阳人，清朝政治人物、進士出身。
光緒十八年（1892年）壬辰科進士，三甲九十九名，同年五月，著交吏部掣签分发各省，以知县即用，后官直隸知縣。